# Morse (Luisiana)
Morse es una villa ubicada en la parroquia de Acadia en el estado estadounidense de Luisiana. En el Censo de 2010 tenía una población de 812 habitantes y una densidad poblacional de 223,78 personas por km².

## Geografía
Morse se encuentra ubicada en las coordenadas 30°7′20″N 92°29′54″O / 30.12222, -92.49833. Según la Oficina del Censo de los Estados Unidos, Morse tiene una superficie total de 3.63 km², de la cual 3.63 km² corresponden a tierra firme y (0%) 0 km² es agua.

## Demografía
Según el censo de 2010, había 812 personas residiendo en Morse. La densidad de población era de 223,78 hab./km². De los 812 habitantes, Morse estaba compuesto por el 99.51% blancos, el 0.49% eran afroamericanos, el 0% eran amerindios, el 0% eran asiáticos, el 0% eran isleños del Pacífico, el 0% eran de otras razas y el 0% pertenecían a dos o más razas. Del total de la población el 0.37% eran hispanos o latinos de cualquier raza.